# Крстилци
Крстилци или Крстелци (буг. Кръстилци) је насељено место у општини Сандански у области Благоевград, Бугарска. Према попису из 2021. године било је 10 становника.
Према бугарском географу и историчару, Василу Канчову, у Крстилцима је 1900. године живело 550 Словена хришћана.